# BRM P180
Der BRM P180, auch als B.R.M. P180 bezeichnet, war ein  in 2 Exemplaren gebauter Formel-1-Rennwagen, gebaut 1972 vom britischen Formel-1-Team British Racing Motors.

## Entwicklungsgeschichte
Der BRM P180 war der letzte von Tony Southgate entworfene Rennwagen für das britische Formel-1-Team und ein kompletter Fehlschlag. Der Wagen hatte ein ähnlich niederes Monocoque wie der P160, mit einer Kühlung im Heck, längs des Getriebes. Southgate konzentrierte sich derart auf die Gewichtsersparnis, – ein Mann konnte den Wagen an der Vorderseite leicht allein hochheben – dass das Fahrverhalten des Wagens massiv darunter litt. Trotz intensiver Testarbeit konnte der Wagen mit seiner extremen Gewichtsverteilung von 30:70 nie richtig konkurrenzfähig gemacht werden. Das Team griff daher auf den P160E zurück, um die meisten Grand-Prix-Rennen des Jahres zu bestreiten.

## Renngeschichte
Der P180 hatte sein Debüt beim Großen Preis von Spanien 1972 und kam bei fünf Weltmeisterschaftsläufen zum Einsatz, ohne Punkte zu erzielen. Im Herbst 1972 lief er noch erfolglos bei einem nationalen Formel-1-Rennen ohne Weltmeisterschaftsstatus in Großbritannien und wurde danach endgültig zurückgezogen.